# Kościół Świętego Jana Chrzciciela w Wajgowie
Kościół św. Jana Chrzciciela w Wajgowie – kościół w Wajgowie (Litwa, okręg szawelski, rejon kielmski).
Ufundowany przez Józefa Arnulfa Giedroycia, zbudowany został w 1804. W 1877 miała miejsce przebudowa kościoła.
Budynek drewniany, trójnawowy, zbudowany na planie prostokąta. Prezbiterium zamknięte pięciobocznie. Fasada kościoła jest prosta, zwieńczona trójkątnym frontonem. W przedniej części dachu wzniesiono niewielką ośmiokątną wieżyczkę.
We wnętrzu kościoła znajdują się 3 ołtarze w stylu barokowo-klasycystycznym.
Obok kościoła stoi dzwonnica, zbudowana z drewna w 1841. Wejście na teren kościelny prowadzi przez neogotycką, trójarkadową bramę z czerwonej cegły.

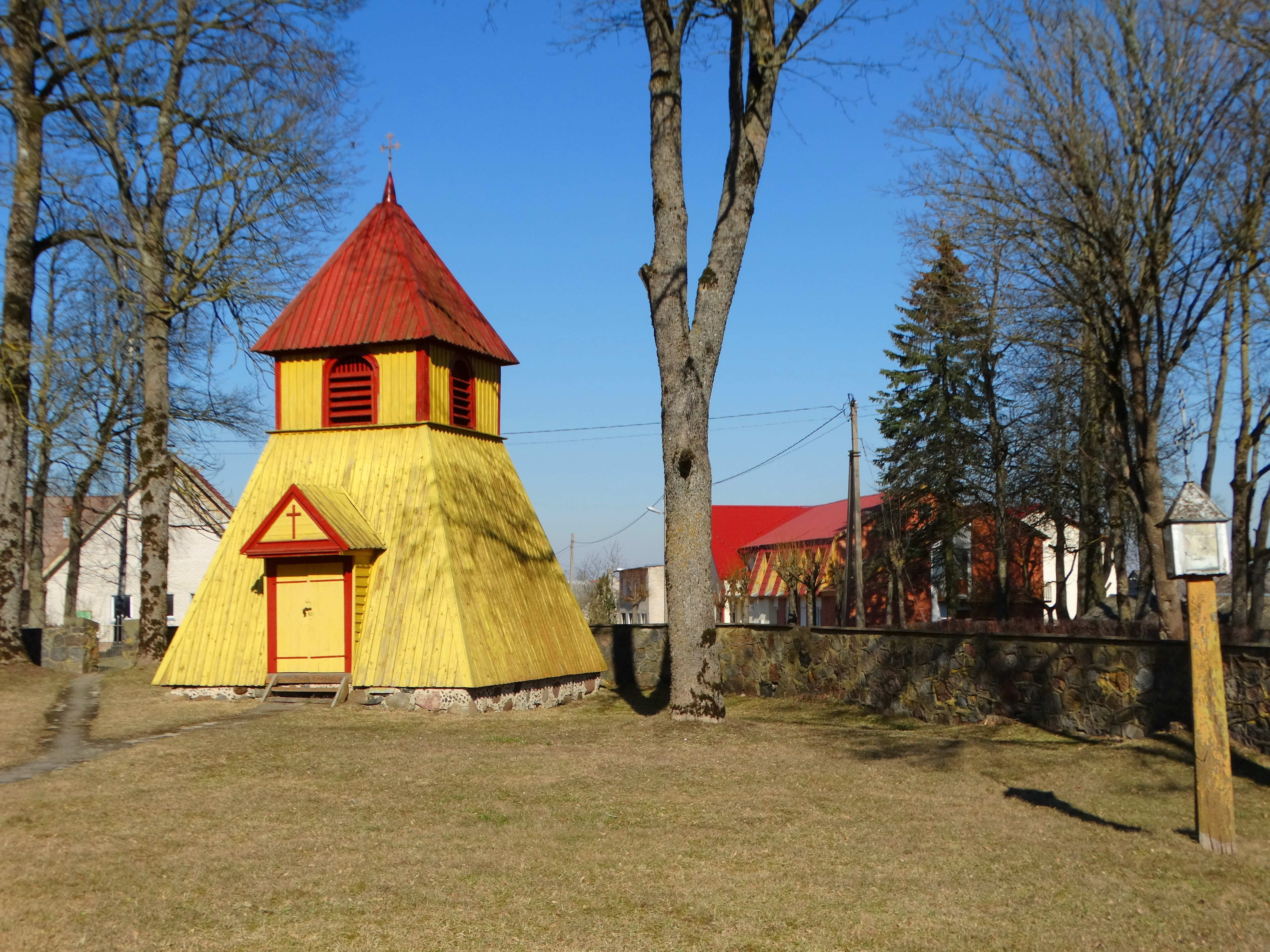
Dzwonnica